# Joan Trumpauer Mulholland
Joan Trumpauer Mulholland, née le 14 septembre 1941, est une héroïne du mouvement pour les droits civiques américaine.

## Biographie
En 1961, elle fait partie d'un groupe de Freedom Riders arrêté à Jackson, et est détenue pendant deux mois dans l'unité de sécurité maximale du pénitencier de l'État du Mississippi  « Parchman Farm ». L'année suivante, elle est la première étudiante blanche à s'inscrire au Tougaloo College (en) à Jackson et a été secrétaire locale du Comité de coordination des étudiants non violents.
Après sa retraite en tant qu'enseignante, elle a créé la Fondation Joan Trumpauer Mulholland, dédiée à l'éducation des jeunes sur le mouvement des droits civiques et sur la manière de devenir des militants dans leurs communautés.